# Ambulanceonderscheiding
De ambulanceonderscheiding is in 1990 ingesteld door de VCHV, de toenmalige vereniging van leidinggevenden in de ambulancehulpverlening.
De voordracht kan door iedereen worden gedaan met een schriftelijke onderbouwing. Een jury beoordeelt de aanmeldingen.
De onderscheiding wordt iedere twee jaar namens Ambulancezorg Nederland (AZN), de beroepsorganisatie V&VN afd. ambulancezorg en de stichting VCHV uitgereikt aan een persoon  die zich uitzonderlijk verdienstelijk heeft gemaakt voor de ambulancezorg.
De onderscheiding is uitgereikt:
- In 1990 aan C.A.E. Volckmann, arts, door J. van Londen, directeur-generaal van het ministerie van Volksgezondheid.
- In 1992 aan H.N. Hart, arts door mevr. Nagel-Cornelissen, gedeputeerde van de provincie Gelderland.
- In 1994 aan W. Gruijters, verpleegkundige door Pieter van Vollenhoven.
- In 1996 aan K. Unk, verpleegkundige en J. Sybrand, verpleegkundige door N.C. Oudendijk, plaatsvervangend directeur-generaal ministerie van WVC.
- In 1998 aan mevr. M. Janssen, verpleegkundige, door R. Ober,locoburgemeester van de gemeente Apeldoorn.
- In 2000 aan J. Pijpers, ambulancechauffeur door M. Wagenaar, lid van de Tweede Kamer.
- In 2002 aan mevr. Th. Smit-van Dam (postuum), verpleegkundige, door Joh. Schraa, voorzitter stichting VCHV.
- In 2004 aan mevr. Y.A.M. te Braake, verpleegkundige, door Joh. Schraa, voorzitter stichting VCHV in aanwezigheid van prinses Margriet.
- In 2006 aan Th. Gras, verpleegkundige door mevr. H. van Leeuwen, voorzitter van de vaste commissie Volksgezondheid in de Eerste Kamer.
- In 2008 aan J.C. de Jong, directeur van het Witte Kruis in den Haag, door F. Teeven, lid van de Tweede Kamer.
- In 2010 aan D.C. Veldboer, oprichter stichting ambulancewens Rotterdam en C. Havelaar, oprichter van de Twentse wensambulance, door Joh. Schraa, voorzitter stichting VCHV.